# Selectarum Stirpium Americanarum Historia

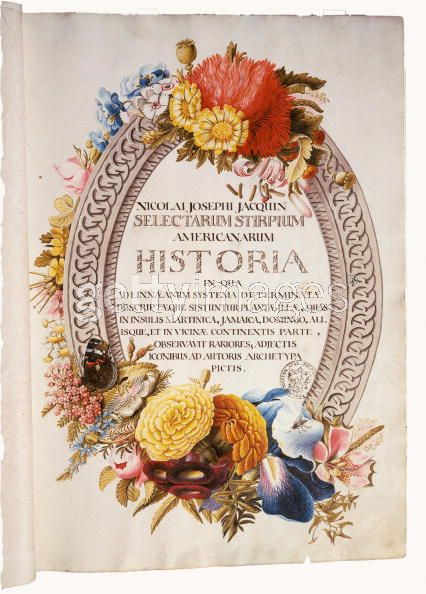

Selectarum Stirpium Americanarum Historia, (abreviado Select. Stirp. Amer. Hist.), é um livro com ilustrações e descrições botânicas que foi escrito pelo médico, biólogo e botânico holandês Nikolaus Joseph von Jacquin. Foi publicado no ano de 1763 com o nome de Selectarum Stirpium Americanarum Historia in qua ad Linnaeanum Systema Determinatae...